# اندی رنکین
اندی رنکین (انگلیسی: Andy Rankin؛ زادهٔ ۱۱ مهٔ ۱۹۴۴) بازیکن فوتبال اهل بریتانیا است.
از باشگاه‌هایی که در آن بازی کرده‌است می‌توان به باشگاه فوتبال هادرزفیلد تاون، باشگاه فوتبال واتفورد، و باشگاه فوتبال اورتون اشاره کرد.
وی همچنین در تیم ملی فوتبال زیر ۲۱ سال انگلستان بازی کرده‌است.